# Renate Müller (Designerin)
Renate Müller (* 24. Oktober 1945 in Sonneberg) ist eine deutsche Designerin und Spielzeugproduzentin aus Sonneberg.

## Biografie und künstlerische Entwicklung
Renate Müller ist die Tochter von Hildegard und Emil Lindemann. Ihr Interesse für Spielzeugherstellung resultiert aus der Familienherkunft: Bereits ihr Großvater hatte in der Firma H. Josef Leven an der Entwicklung und Produktion von Spielzeug unter reformpädagogischen Gesichtspunkten mitgewirkt. Ihre Eltern führten ebenfalls eine Werkstatt für pädagogisch anspruchsvolle Gegenstände. So studierte Renate Müller Design an der Sonneberger Fachschule für angewandte Kunst bei Helene Haeusler (1904–1987). Über ihre Lehrerin sagte sie in einem Interview: „Sie war vom Bauhaus beeinflusst, einfache Formgebung und Naturmaterialien waren ihr Ideal. Sie hatte ihren Studentinnen schon Ende der 1950er Jahre Zuckersäcke mitgebracht, aus denen die ersten mit Holzwolle gestopften Rupfen-Tiere entstanden. In Sonneberg, wo sich alles um Plüschtiere drehte, war dieses Material eine Provokation. Als ich 1964 mein Studium begonnen habe, hat es mir gleich zugesagt.“
Müller begann in den 1960er Jahren in der elterlichen Werkstatt in Zusammenarbeit mit Ärzten und Therapeuten hochwertiges Kinderspielzeug zu entwickeln. Ihre Tier-Figuren konnten rasch zur Serienreife geführt und 1967 erstmals zur Leipziger Frühjahrsmesse der Öffentlichkeit präsentiert werden. Nach dem Erwerb des Abiturs stieg Renate Müller in das elterliche Unternehmen mit ein. Alles Spielzeug entstand in Handarbeit, beispielsweise eine Schildkröte aus Rupfen mit einem Panzer aus bunten Lederecken. Das Tier konnte von den Kleinkindern gekuschelt, aber auch zum Sitzen genutzt werden.
Im Jahr 1972 wurde die Manufaktur verstaatlicht und in VEB Therapeutisches Spielzeug (später VEB Sonni) umbenannt. Die Produktion erfolgte weiterhin nach Müllers Entwürfen, sie verlor jedoch die Markenrechte an ihren Figuren. Das wertvolle therapeutische Spielzeug ging in der DDR-Zeit nicht in den normalen Verkauf, sondern ausschließlich an Kindergärten, therapeutische Einrichtungen und in den Export. Bis 1978 arbeitete Renate Müller als Gestalterin im VEB, dann war sie bis 1990 als freischaffende Künstlerin tätig, sie entwarf unter anderem auch Spielplätze.
Nach der Wende erhielt Müller die kleine Werkstatt zurück, sie kaufte die Markenrechte zurück und gründete die Firma Renate Müller – Spiel & Design. Sie bietet weiterhin hochwertiges Spielzeug wie Krokodile, Giraffen oder Nashörner aus ökologischen Materialien, gefüllt und geformt mit Rupfen und in Handarbeit gefertigt. Weil inzwischen bessere Materialien verfügbar sind und nur Kleinstserien erzeugt werden, gehören die Produkte seit den späten 1990er Jahren zu den hochpreisigen Spielsachen. Ihnen wird sogar eine höhere Authentizität bescheinigt.
Die robusten Spieltiere aus Müllers Manufaktur werden inzwischen weltweit gehandelt. Die früheren Erzeugnisse erfreuen sich bei Sammlern, Museen und vor allem in den USA großer Nachfrage. Die oben genannte Schildkröte aus dem Jahr 1968 wird beispielsweise von einem Kunstexperten auf einen Wert von 1 800 Euro geschätzt. Renate Müller beliefert eine New Yorker Kunstgalerie regelmäßig mit mehreren Dutzend Tieren. 2012 wurde ihr Spielzeug u. a. im Rahmen der Ausstellung Century of a child im Museum of Modern Art ausgestellt.
Im Jahr 2017 beteiligte sich Renate Müller mit von ihr entworfenen Riesenteppichen an der Biennale in Venedig.

## Veröffentlichung
- Renate Müller: Toys + Design (englisch), Verlag R 20th Century Gallery, 2011, ISBN 978-0970460837.